# 东英镇
东英镇，是中华人民共和国海南省临高县下辖的一个乡镇级行政单位。

## 行政区划
东英镇下辖以下地区：
东英社区、灵山村、文连村、和新村、兰刘村、高秀村、高定村、伴康村、居留村、美鳌村、波浪村、美夏村和博纵村。